# Cờ ngũ sắc
Trong văn hóa Việt Nam, cờ ngũ sắc (chữ Hán: 五色旗) còn gọi là cờ ngũ hành (chữ Nho: 五行旗) hay cờ thần (神旗) là loại cờ được treo theo phong tục truyền thống trong các lễ hội và nghi lễ tôn giáo. Lá cờ này bao gồm năm hình vuông đồng tâm có màu đỏ, xanh lá cây, vàng và xanh lam tượng trưng cho Ngũ Hành (năm yếu tố). Thứ tự của màu sắc khác nhau. Hình vuông ngoài cùng có ba cạnh xù xì, tương tự như viền. Trung tâm của lá cờ đôi khi được làm lệch để ghi nhớ đến một khái niệm hoặc tính cách cụ thể.
Trong lịch sử, một số triều đại hoàng gia và quân đội cũng tuân theo một mô hình tương tự.

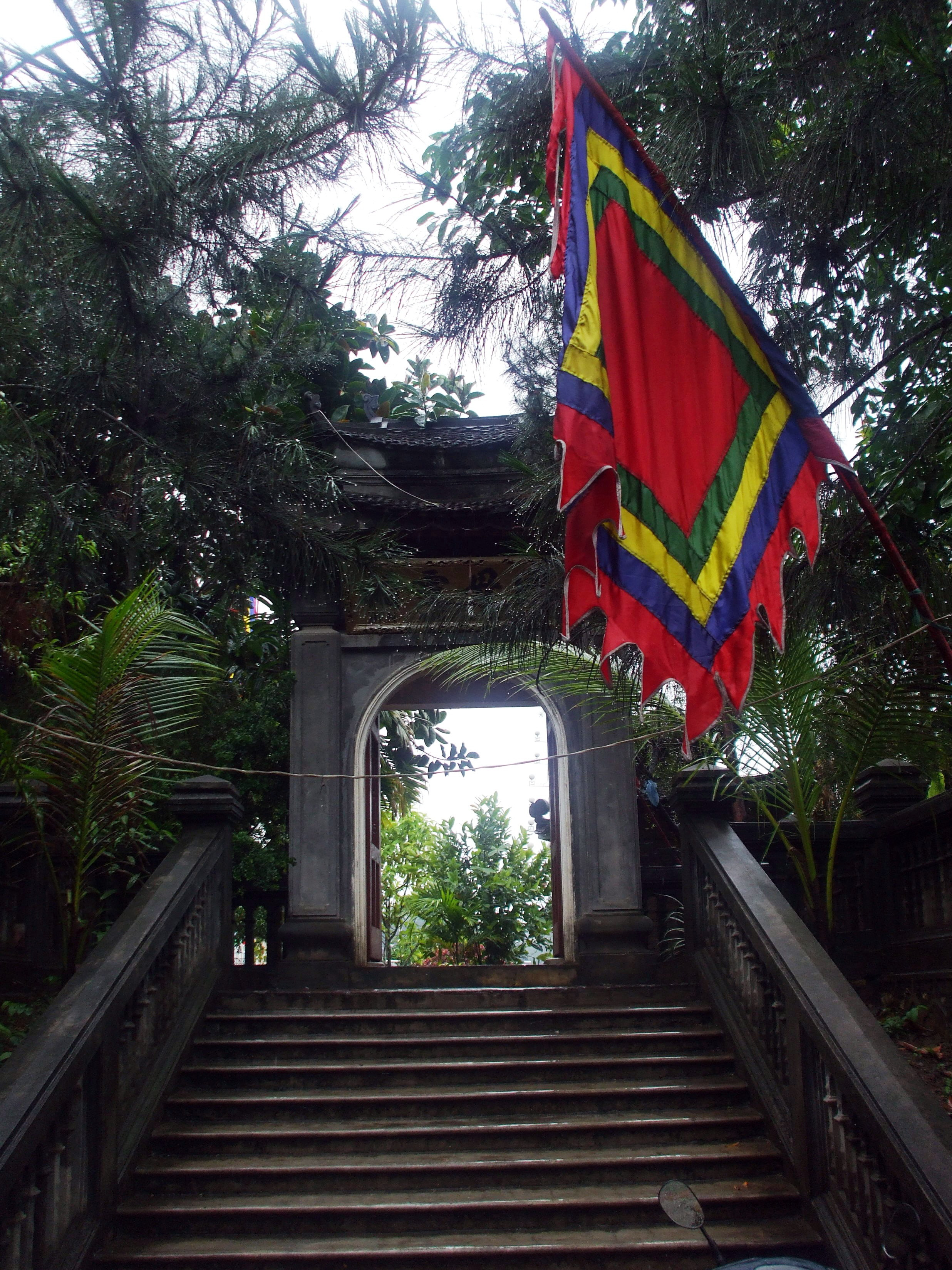
Cờ ngũ sắc được treo tại cổng Đền Mẫu Lào Cai

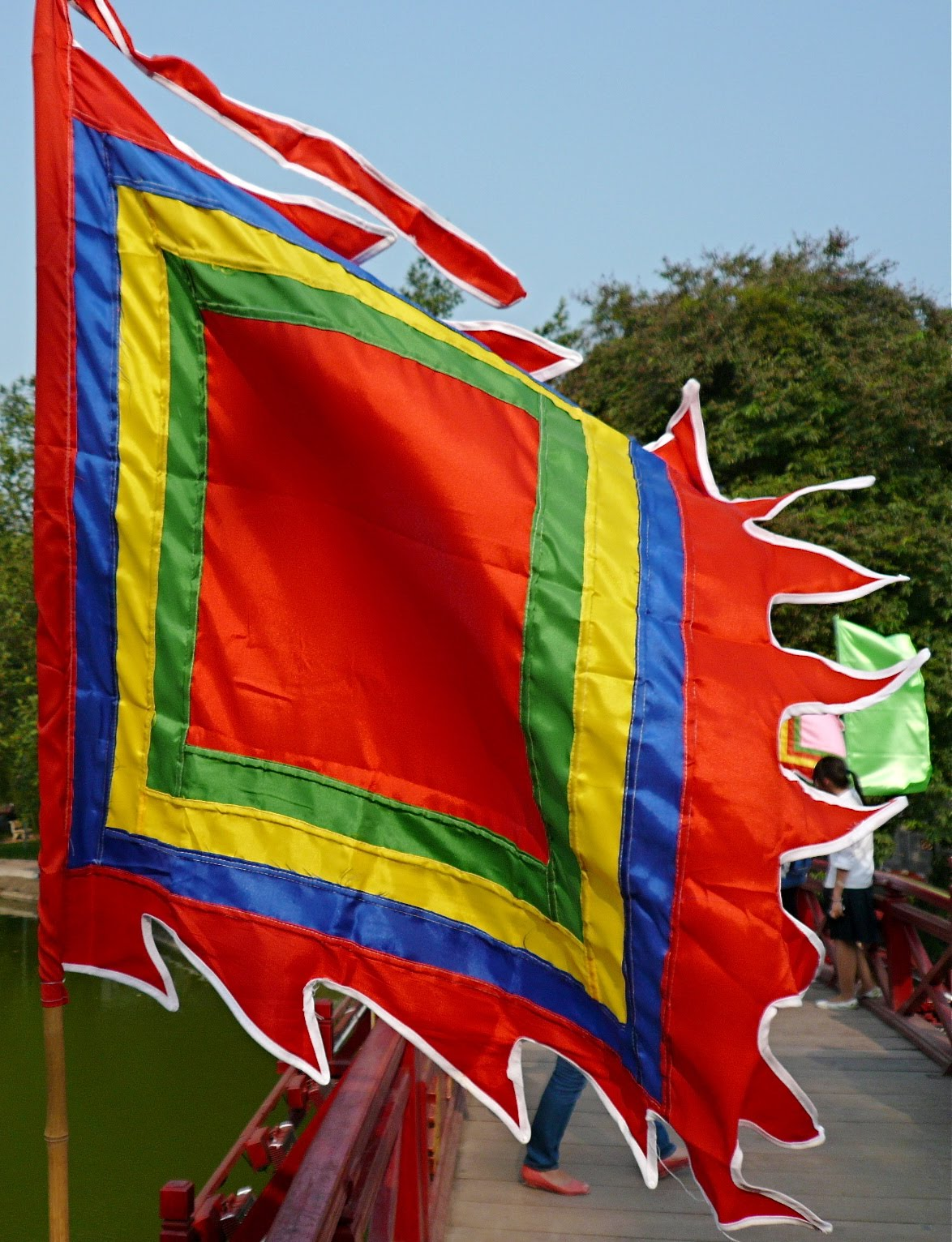
Một lá cờ ngũ sắc ở Hà Nội, 2010

## Các biến thể

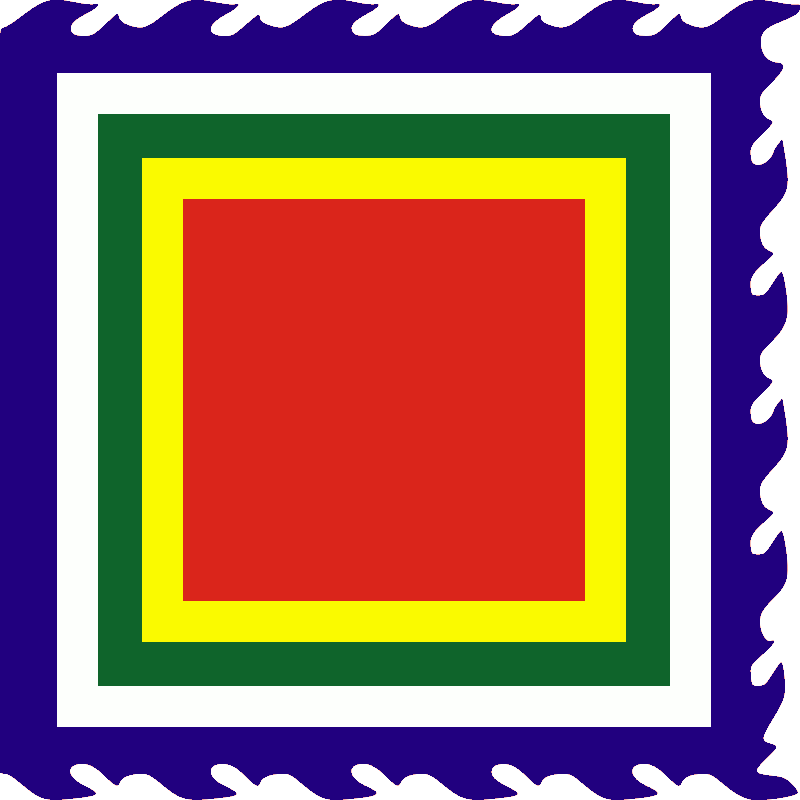
Cờ được dùng thời nhà Nguyễn (1802–1955)
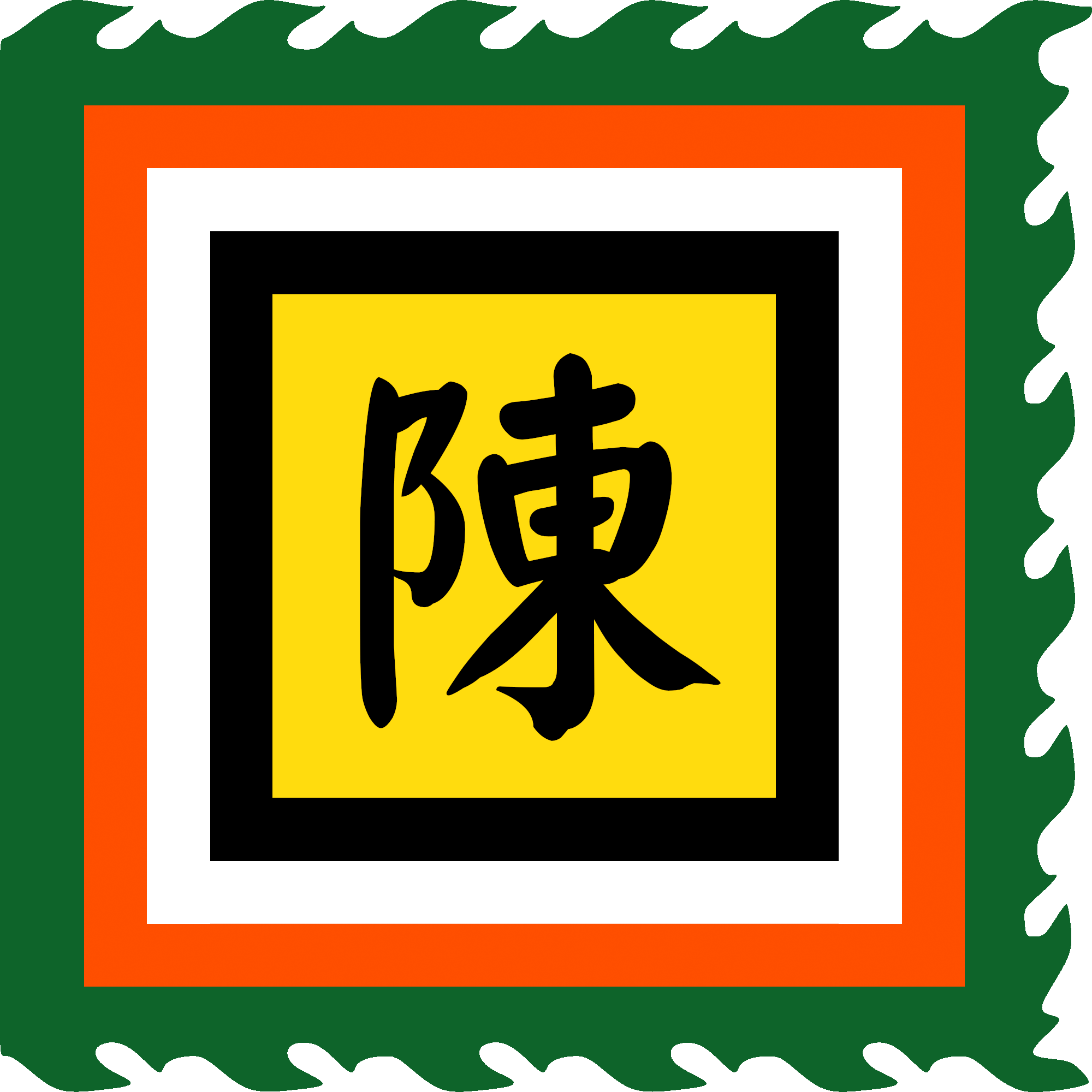
Hiệu kỳ Đức Thánh Trần, hay Thánh kỳ Hải quân Việt Nam Cộng hòa (sử dụng 1956–1975)
Cờ tang lễ
Cờ tang lễ của Công giáo
Cờ dùng trong Cuộc Thương Khó của Chúa Giêsu Kitô (Thứ Sáu Tuần Thánh) tại một số giáo xứ Việt Nam